# 堀潤モーニングFLAG
『堀潤モーニングFLAG』（ほりじゅんモーニングフラッグ）は、TOKYO MXで2021年4月1日から2024年9月27日迄生放送していた朝の情報番組である。

## 番組概要
TOKYO MXは、平日の朝の放送枠にて2014年4月から『モーニングCROSS』を放送して来たが、同年3月8日放送分にて番組終了を告知し、同日、4月から堀を残留させた新しい朝の情報番組を編成する事を発表した。
ただし、女性キャスターを『モーニングCROSS』時代はフリーアナウンサーで賄って来たが、当該番組では2019年に同局プロパーとして入社したアナウンサー兼報道記者の田中陽南を起用。番組コメンテーターをジャーナリストや弁護士、実業家等ではなく、Z世代と呼ばれる2021年4月時点で29歳以下の世代の各界で活動する男女を「コメンテーターZ（ズ）」と称し、据える。
当該番組放送前に、同年3月23日に同局にて4月改編記者会見で同局帯番組を担当するアナウンサーとタレントとの座談会を実施。また、同月26日に堀が主宰する8bitNewsにて、「モーニングFLAG」カウントダウンSPの動画配信を行い、番組出演者と番組プロデューサーが出演し、当該番組のポイント等を視聴者に説明した。番組開始以後、「コメンテーターZ」の面々から番組構成に関して改善点の指摘をされた際、フレキシブルに制作側が動いたり、番組制作においての「決まりごと」に対してもアンチテーゼを提起する等、Z世代が素直に感じた事を風通しよくチャレンジする風潮となっている。
2021年のユーキャン「新語・流行語大賞」のトップ10に本番組が選出され表彰された。表彰理由はZ世代のコメンテーターを起用し、彼らの意見を発信していることが評価された。
また、『モーニングCROSS』時代同様に番組放送中にハッシュタグ「#モニフラ」で視聴者からのTwitterのツイートを募って紹介する。また、堀個人のTwitterアカウントにて、音声チャットルーム「Spaces」機能を使用し、番組アフタートークとして番組視聴者及び出演者との番組内容についての意見や課題等のトークを行っている。
2023年4月から放送時間を7:00 - 8:30に拡大すると共に元毎日放送のフリーアナウンサーである豊崎由里絵がキャスターとして、気象予報士の井澤咲乃がお天気キャスターとしてそれぞれ加わった。これに伴い、同月以降の女性キャスターは月曜 - 水曜と金曜は豊崎、木曜は田中、お天気キャスターは月曜・水曜・金曜は高安奈緒子、火曜・木曜は井澤がそれぞれ担当する。同年6月からは高安が産休に入ることから福岡良子が担当。高安は同年9月に復帰している。
2023年5月29日放送分から、「激論サミット」のコーナーのみ、在京民放キー局5社共同運営の動画配信サービス「TVer」での見逃し配信を開始した。
2024年9月27日をもって朝の放送を終了し、同30日からはこのメンバーにより、夕方18時台に移行、『堀潤 Live Junction（ライブ ジャンクション）』に改題してリニューアルするほか、同時期に終了する『バラいろダンディ』の後継として、21時台前半（20:57-21:25）に当番組のスピンオフである『堀潤 激論サミット』も同時に開始する。また早朝枠は山本里菜による『おはリナ!』に移行する。

## 放送時間
※JST表記

### 現在
- 月曜 - 金曜（祝日含む）6:59 - 8:30（2023年10月2日 - ）
  - 7:55 - 8:25 の「激論サミット」は、20:30 - 21:00 に再放送

### 過去
- 月曜 - 金曜（祝日含む）7:00 - 8:00（2021年4月1日 - 2023年3月31日）
- 月曜 - 金曜（祝日含む）7:00 - 8:30（2023年4月3日 - 9月29日）

## 出演者

### 現在（2023年4月以降）

#### キャスター
- 堀潤（フリーアナウンサー、ジャーナリスト、元NHKアナウンサー）
  - 2022年4月18日から26日放送分は、新型コロナウイルスに感染したため欠席。
  - 2023年3月22日から24日放送分は、海外取材（フランス）のため22日放送分は番組を欠席、23日・24日放送分は現地からリモート出演。
  - 2023年5月19日放送分は、G7広島サミットの取材のため、現地（広島市）からリモート出演。
  - 2023年7月19日から21日放送分は、海外取材（アメリカ・ニューヨーク）のため19日・21日放送分は現地からリモート出演、20日放送分は番組を欠席。
  - 2023年8月25日放送分は、福島第一原発の取材のため、現地（富岡町）からリモート出演。
  - 2023年9月15日放送分は、台風7号の取材のため、被害があった秋田市からリモート出演。
  - 2023年9月25日から27日放送分は、海外取材（ルーマニア）のため25日・27日放送分は番組を欠席、26日放送分は現地からリモート出演。
  - 2023年11月27日放送分は、取材のため、福島市からリモート出演。
  - 2024年1月4日・5日放送分は、能登半島地震の取材のため、金沢市からリモート出演。
  - 2024年2月26日放送分は、能登半島地震の取材のため、七尾市からリモート出演。
  - 2024年3月11日放送分は、東日本大震災の取材のため、浪江町からリモート出演。
  - 2024年3月20日・21日放送分は、体調不良のため欠席。
  - 2024年6月24日から26日放送分は、海外取材（パレスチナ）取材のため、24日・25日放送分は現地からリモート出演、26日放送分は番組を欠席。
  - 2024年7月16日から19日放送分は、海外取材（アメリカ・ニューヨーク）の取材のため、16日・18日・19日放送分は番組を欠席、17日放送分は現地からリモート出演。
  - 2024年8月14日放送分は、海外取材（韓国）の取材のため、現地からリモート出演。
  - 2024年9月24日放送分は、能登半島豪雨の取材のため、金沢市からリモート出演。
- 豊崎由里絵（フリーアナウンサー、元毎日放送アナウンサー）
  - 2023年4月3日から、月 - 水曜および金曜を担当。
  - 当番組がTOKYO MXにおける初めてのレギュラー番組で、平日の早朝に編成されている生放送番組へのレギュラー出演は、毎日放送のアナウンサー時代を含めても初めてである。
  - キャスターへ就任する前にも、2023年1月23日放送分にコメンテーターとして出演していた。
  - 2023年8月7日放送分は、体調不良のため欠席。
  - 2023年9月11日から13日放送分は、夏休み休暇のため欠席。
- 田中陽南（TOKYO MX 報道局報道部アナウンサー兼報道記者）
  - 2023年3月までは月 - 金曜、同年4月以降は木曜のみ担当。
  - 2022年4月から2023年3月まで火曜・木曜[16]のみ、お天気キャスターを兼務していた。
  - 2022年7月より祝日は休みとなり、代わりのフリーアナウンサーが務めるようになった。
  - 2023年2月10日放送分は、体調不良のため欠席。
  - 2023年8月7日放送分は、豊崎が体調不良のため代役を担当。
  - 2024年2月1日放送分は、能登半島地震の取材のため、被害があった七尾市から出演。

#### お天気キャスター
- 高安奈緒子（気象予報士、防災士、ウェザーマップ所属[17]）
  - 2022年4月1日から、水曜[18] - 金曜出演。
  - 2022年5月3日から5日は毎日出演。
  - 2022年11月16日・18日放送分は、新型コロナウイルスに感染したため欠席。
  - 2023年6月から8月まで産休休暇を取っていた。
- 井澤咲乃（気象予報士、防災士、ウェザーマップ所属）
  - 2023年4月4日から、月曜・火曜出演。
  - 2024年3月まで、木曜日も担当。

#### 代役

##### 田中の代役
- 大坪奈津子（フリーアナウンサー、元四国放送アナウンサー）
  - 主として土日を除く祝日に出演。
  - 2022年
    - 8月22日 - 26日、9月19日・23日、11月3日・14日・15日・23日

  - 2023年
    - 1月9日、2月10日・23日、3月21日

  - 2024年
    - 2月1日

  - 2023年8月10日・11日・17日・18日放送分は、中継リポーターとして出演。

##### 豊崎の代役
- 白戸ゆめの（フリーアナウンサー、瀬戸内海放送アナウンサー兼報道記者）
  - 2023年
    - 9月11日・12日
- 杉浦みずき（フリーアナウンサー、『TOKYOインフォメーション』 月・火曜担当）
  - 2023年
    - 9月13日

##### 高安の代役
- 福岡良子（気象予報士、防災士、ウェザーマップ所属）
  - 2023年
    - 6月2日 - 8月30日

  - 2024年
    - 3月18日・20日・22日、8月8日・9日

#### コメンテーター（2023年4月以降）
- 秋山博康（犯罪コメンテーター、元徳島県警察捜査一課・リーゼント刑事）
- 朝比奈一郎（青山社中株式会社CEO）
- 阿部将貴（東京大学大学院在学、シェアハウス「アフリバ邸」管理人）
- 池田健三郎（経済アナリスト、関西学院大学大学院経営戦略研究科客員教授）
- 池坊専宗（華道家、写真家、東京大学法学部卒業）
- 石倉秀明（山田進太郎D&I財団COO）
- 石田健（The HEADLINE 編集長）
- 泉房穂（前明石市長）
- 一石英一郎（医学博士）
- 一木広治（ヘッドライン社長）
- 伊藤惇夫（政治アナリスト）
- 伊藤聡子 （フリーキャスター、事業創造大学院大学客員教授）
- 大澤正彦（日本大学文理学部情報科学科助教）
- 大空幸星（NPO法人「あなたのいばしょ」理事長、慶應義塾大学総合政策学部卒業）
- 荻原博子（経済ジャーナリスト）
- 長内あや愛（食文化研究家、株式会社食の会代表取締役、慶應義塾大学SFC研究所上席研究所員）
- 小幡和輝（株式会社ゲムトレ代表取締役）
- 柿﨑明二（ジャーナリスト、帝京大学法学部政治学科教授）
- 加藤ジーナ（タレント）
- 萱野稔人（哲学者、津田塾大学教授）
- 河崎環（コラムニスト、立教大学兼任講師）
- カン・ハンナ（国際社会文化学者）
- 国山ハセン（映像プロデューサー、元TBSアナウンサー）
- 久保駿貴（株式会社ABABA代表）
- 黒部睦（環境アーティビスト[19]）
- 小島慶子（エッセイスト、元TBSアナウンサー）
- 渋谷啓太（microverse株式会社CEO、NFTコンテンツのプロデュース・販売支援）
- シャララジマ（モデル、タレント）
- 松陰寺太勇（お笑い芸人「ぺこぱ」）
- 白井智子（新公益連盟代表理事）
- 辛坊治郎（ジャーナリスト、海洋冒険家、ニュースキャスター、元読売テレビアナウンサー・報道局解説委員長）
- 神保拓也（株式会社トーチリレー代表取締役）
- 鈴木香里武（タレント、岸壁幼魚採集家）
- 荘口彰久[20]（フリーアナウンサー、元ニッポン放送アナウンサー）
- 谷口真由美（法学者、大阪芸術大学客員准教授）
- 茶山美鈴（Health for all.jp代表）
- てぃ先生（保育士）
- 友利新（医師）
- 庭田杏珠（東京大学在学、平和教育について研究）
- 根本美緒（気象予報士、フリーキャスター、上智大学兼任講師、元東北放送アナウンサー）
- 能條桃子（一般社団法人NO YOUTH NO JAPAN代表理事）
- 野口健（アルピニスト）
- 野々村友紀子（放送作家）
- 橋本真里子（株式会社RECEPTIONIST代表取締役CEO）
- 林家三平（落語家）
- 春川正明（ジャーナリスト、元読売テレビ解説委員長）
- 東国原英夫（タレント、元宮崎県知事、元衆議院議員）
- 深澤真紀（コラムニスト、関西大学特任教授）
- 藤井サチ（モデル、タレント、上智大学卒業）
- 古井康介（政治専門広告代理店POTETO Media代表）
- 古田貴之（工学博士、千葉工業大学未来ロボット技術研究センター所長）
- 松井康真（フリーアナウンサー、元テレビ朝日アナウンサー・報道局記者）
- 松本真由美（東京大学教養学部客員准教授）
- 馬渕磨理子（経済アナリスト）
- マライ・メントライン（ドイツ公共放送プロデューサー）
- みたらし加奈（臨床心理士）
- モーリー・ロバートソン（国際ジャーナリスト）
- 茂木健一郎（脳科学者）
- 八代英輝（国際弁護士、元裁判官）
- 山田ルイ53世（お笑い芸人「髭男爵」）
- 由井恒輝（法律事務所ZeLo弁護士）
- 吉川ばんび（ノンフィクションライター）
- ヨッピー（ライター）
- 呂布カルマ（ラッパー）
- REINA（タレント）
- 若林理紗（オウルズコンサルティング、企業コンサルタント、元山陰中央テレビアナウンサー）

#### コメンテーター（2023年3月以前）
当初は1人のみの出演だったが、2021年9月から2人あるいは3人体制に（1人はリモートの場合も）。

また、同年10月4日からは曜日担当者が決められた。

2022年秋からは、Z世代だけでなくX・Y世代もコメンテーターとして出演するようになった。

○：事前番組で「レギュラー」と紹介されたコメンテーター

##### 曜日担当[21]のコメンテーターZ
出演曜日は2023年3月時点のもの

- 月曜 - 大空幸星（NPO法人「あなたのいばしょ」理事長、慶應義塾大学総合政策学部卒業）○
  - 2023年1月16日・23日、3月13日放送分は、仕事のため欠席。
- 火曜 - 由井恒輝（法律事務所ZeLo弁護士）
  - 2022年8月9日・16日放送分は、新型コロナウイルスに感染したため欠席。
- 水曜 - 能條桃子（一般社団法人NO YOUTH NO JAPAN代表理事）
- 木曜 - 長内あや愛（食文化研究家、株式会社食の会代表取締役、慶應義塾大学SFC研究所上席研究所員）
- 金曜 - なし[22]

##### その他のコメンテーターZ
- 阿部将貴[23]（東京大学大学院在学、シェアハウス「アフリバ邸」管理人）○
- 池田颯（慶應ビジネススクール在学）
- 伊藤和真[24]（株式会社PoliPoli代表取締役社長）○
- 小幡和輝（株式会社ゲムトレ代表取締役）
- 久保駿貴（株式会社ABABA代表）
- 黒部睦（Fridays For Future Tokyoオーガナイザー）
- 清水虹希（慶應義塾大学在学、渋谷肥料メンバー）
- 渋谷啓太（microverse株式会社CEO、NFTコンテンツのプロデュース・販売支援）
- 茶山美鈴（Health for all.jp代表）
- 庭田杏珠（東京大学在学、平和教育について研究）
- 藤井サチ（モデル、タレント、上智大学卒業）
- 古井康介[25]（政治専門広告代理店POTETO Media代表）
- みたらし加奈（臨床心理士）

##### X・Y世代コメンテーター
- 和泉昭子（生活経済ジャーナリスト）
- 河崎環（コラムニスト、立教大学兼任講師）
- 白井智子（新公益連盟代表理事）
- 神保拓也（株式会社トーチリレー代表取締役）
- 荘口彰久（フリーアナウンサー、元ニッポン放送アナウンサー）
- 戸田裕大（株式会社トレジャリー・パートナーズ代表取締役、金融アナリスト）
- 深澤真紀（コラムニスト、関西大学特任教授）
- 古田貴之（工学博士、千葉工業大学未来ロボット技術研究センター所長）
- 結城豊弘（テレビプロデューサー）
- ヨッピー（ライター）

#### 解説
- 大島晃平（東京新聞経済部記者、元中日新聞社会部半田支局記者、元コメンテーターZ）
  - 2022年6月から12月まで、火曜日にヒナヨミ!の解説担当として出演。
  - 2023年1月より育休のため休演中。

### 過去

#### 代役

##### 堀の代役
2022年
- 4月18日・19日：ふかわりょう（タレント、『バラいろダンディ』 月 - 木曜MC）
- 4月20日：杉村太蔵（元衆議院議員、『バラいろダンディ』 月曜ダンディ）
- 4月21日：平井理央（フリーアナウンサー、元フジテレビアナウンサー、『news TOKYO FLAG』 月 - 木曜メインキャスター）
- 4月22日：垣花正（フリーアナウンサー、元ニッポン放送アナウンサー、『5時に夢中!』 月 - 金曜MC）
- 4月25日：田村淳（お笑い芸人「ロンドンブーツ1号2号」、『田村淳の訊きたい放題』 MC）
- 4月26日：鈴木哲夫（ジャーナリスト、『news TOKYO FLAG』 コメンテーター）

#### コメンテーター
- 青木大和（パラスキーヤー、起業家）
- 赤城命帥（株式会社UnicodeCEO）
- 朝比奈ひかり（若年層マーケティング会社経営）
- 池坊専宗（華道家、写真家、東京大学法学部卒業）
- 伊藤かりん（タレント、元乃木坂46メンバー）
- 上田彩瑛（タレント、東京大学大学院医学系研究科・医学部生、東大ミスコン2019グランプリ）
- 大澤正彦（日本大学文理学部情報科学科助教）
- 小澤杏子（ユーグレナ初代CFO、早稲田大学社会科学部生）
- 梶山悠莉彩（Z世代マーケティング女子）
- 桂枝之進（落語家）
- 加藤ジーナ[26]（タレント、起業家）
- 柴田彩花（モデル、管理栄養士）
- 白井ありさ（料理研究家、Rich taste代表取締役、ビジュアルフードクリエイター協会会長）
- 鈴木杏花（フリーアナウンサー）[27]
- 鈴木香里武（タレント、岸壁幼魚採集家）
- たかはし葵[28]（タレント、フラフープインストラクター、パフォーマー）
- 滝口樹理（株式会社JUEMI 代表取締役社長兼デザイナー）
- 田口愛（起業家、チョコレート工場長）
- 谷口歩実[29]（#みんなの生理共同代表）
- 田村なみちえ（ラッパー）
- 坪井友里香（再エネベンチャー 株式会社Looop広報）
- 露木志奈（環境活動家、慶應義塾大学環境情報学部生）
- 鶴崎修功（クイズプレイヤー、東京大学大学院数理科学研究科博士課程在籍）
- 林輝幸（タレント、クイズプレイヤー）
- 福井セリナ（タレント、モデル、薬剤師）
- 福岡みなみ（グラビアアイドル、プロダクション「株式会社星Labo」代表）
- 松川莉沙（外資系コンサル会社勤務、元時事通信記者）
- 松本有紗（タレント、フリーアナウンサー）[27]○
- 村木風海[30]（タレント兼発明家、一般社団法人炭素回収技術研究機構 代表理事・機構長）○
- 森田舜（俳優、東京大学工学部研究科航空宇宙工学専攻出身）
- 守本陽一（医師、公立豊岡病院組合出石医療センター総合診療科）
- 湯上響花（ファッションモデル、元Popteen専属モデル）○
- 吉川プリアンカ（モデル、株式会社イーストヘンプ 代表取締役社長）

#### お天気キャスターおよび「東京インフォメーション」キャスター
- 中村美公（気象予報士、防災士、ウェザーマップ所属）※月、火曜 - 2021年4月5日 - 2022年3月8日 ※2022年3月14日から体調不良で出演せず、同月31日「卒業」が発表された。
- 久保井朝美（気象予報士、防災士、フリーアナウンサー、ウェザーマップ所属）※水 - 金曜 - 2021年4月1日 - 2022年3月31日 ※2022年3月14日から中村の休養に伴い月・火曜も担当。

## コーナー

### 現在

#### レギュラー
- FLAGニュース

ストレートニュースコーナー
- SHOWBIZ

エンタメコーナー
- New global

ジャーナリスト堀が編集長となり、いま視聴者に知ってほしい国際ニュースを届ける。
- 激論サミット

生活に身近な疑問や課題を、出演者が生激論する。
- TOKYOインフォメーション（内包番組）

### 過去

#### レギュラー
- 特集コーナー フラトピ!
  - 月曜：フカ堀ワード
    - 週末迄のニュースでいまいち理解出来なかったニュースワードを堀とコメンテーターが解説する。

  - 月曜：GENERATION
    - Twitterのスペース機能を活用し、視聴者と共に幅広い世代で議論する。

  - 火曜：ヒナヨミ!
    - 記者経験のある田中が気になった東京新聞の記事を紹介する。

  - 火曜：週刊NewsPicks
    - 株式会社ユーザベースのニュースアプリである、NewsPicksとのタイアップコーナー。NewsPicksのプロピッカーと気になる経済トピックスをトークする。

  - 水曜：VOICE -現場の声-
    - 堀と田中がそれぞれの目線で現場を取材。課題を視聴者と共に考える。

  - 木曜：トレンド・カルチャー
    - 流行の発信地である東京にて、話題のトレンド・文化を紹介する。

  - 金曜：ニュースこの1週間
    - 堀がコメンテーターと放送週のニュースを振り返る。

  - 金曜：モニフラZ議会
    - お題に対して徹底議論し提言をする。
- 頑バリ人

コロナ禍で頑張る人を紹介するVTRコーナー。
- 火曜：技能五輪Road to Tokyo / 技能五輪〜若き技能者たちの挑戦〜

国際技能競技大会の派遣選手選考会を兼ねた、技能五輪全国大会に出場する様々な分野の業界に従事するZ世代技術者に密着したドキュメンタリーコーナー。
別途TOKYO MXのYouTubeチャンネルにて動画配信を行っている。
- 木曜：育業エール〜企業探訪〜[31]

働くパパママを応援する企画。
- TASTEMADE

前番組である『モーニングCROSS』の増刊番組である『激論!SundayCross』時代に放送していた、TASTEMADE Japanのレシピ動画放送を復活。

#### 特別番組
- 堀潤モーニングFLAGスピンオフ『技能五輪全国大会スペシャル!』（2022年1月9日）
- 堀潤モーニングFLAGスピンオフ『技能五輪全国大会・アビリンピックSP』（2022年12月29日）

## その他
- 2021年の「ユーキャン新語・流行語大賞」のトップテンとして、Z世代が選出され、代表として本番組が受賞者となった[32][33]。

## スタッフ

### 現在
- ヘアメイク：加藤雄介、小島美樹、長谷川和秀
- スタイリスト：高木麻希
- SW：高橋一博、松本賢
- CAM：山口英之、川南淳、福島一憲、白鳥史也、吉田柚美
- VE：美和聖人、梅津孝一
- VTR：南海斗
- MIX：小島薫、川島隆行
- AUD：芦澤祐也、大堀巴瑠花
- 音効：川田諒、森竹桃子、關聡子、市川伶、中島明歩
- TK：近藤奈々、本田浩子
- テロップ：山本晶子、福田達哉、大森光留
- 美術協力：TACT
- 技術協力：COSMO SPACE、共立ライディング
- 制作協力：BMC
- 芸能：海老根貴幸
- デスク：小泉果穂
- AD：佐々木順哉、伊東慶太朗、安井嘉希、石川祐衣、板橋花、伊藤日向子、野崎雅史、金井陸、岡村美奈
- ディレクター：小林秀行、増田有記、槇雄介、内村拓也、木内享、石橋希生、岡島明那、鈴木佳奈、久保木慶和
- 演出：小林秀樹、齋藤伊武輝、佐藤信一
- プロデューサー：白井浩太郎（TOKYO MX）